# لاست فریکوئنسیز
فلیکس دیلیت (انگلیسی: Felix De Laet؛ ۳۰ نوامبر ۱۹۹۳)، که با نام هنری لاست فریکوئنسیز (انگلیسی: Lost Frequencies) شناخته می‌شود، دی‌جی و تهیه‌کننده موسیقی اهل بلژیک است. او بیشتر برای تک‌آهنگ‌های «آیا با من هستی» در سال ۲۰۱۴، «واقعیت» در سال ۲۰۱۵ و «اکنون کجا هستی» با کالم اسکات در سال ۲۰۲۱ شناخته می‌شود.

## پیش‌زمینه

### منشأ نام
نام «لاست فریکوئنسیز» برای نخستین بار زمانی استفاده شد که دیلیت هنگام آغاز پروژه برای ساخت ریمیکس از ترانه‌هایی قدیمی استفاده کرد که خودش آن‌ها را «فرکانس‌های گمشده» می‌نامید.

## فعالیت حرفه‌ای

### ۲۰۱۴–۲۰۱۵: «آیا با من هستی»
در سال ۲۰۱۴، لاست فریکوئنسیز یک ریمیکس از قطعهٔ «آیا با من هستی» اثر ایستون کوربین، هنرمند کانتری تهیه کرد. این ترانه ابتدا در دومین آلبوم استودیویی کوربین به نام سرتاسر جاده منتشر شد، اما به‌عنوان یک تک‌آهنگ منتشر نشده بود. لاست فریکوئنسیز این ترانه را ریمیکس کرد و در ساوندکلاود بارگذاری کرد. مارون تیلی، مسئول هنرمندان و رپرتوار آرمادا میوزیک و بنیان‌گذار شرکت نشر موسیقی بیردد من این قطعه را کشف کرد و متعاقباً برای انتشار آن قراردادی را با لاست فریکوئنسیز امضا کرد. این ترانه در در ۲۷ اکتبر ۲۰۱۴ به‌طور رسمی منتشر شد و در ۱۵ نوامبر ۲۰۱۴ در صدر جدول اولتراتاپ بلژیک قرار گرفت و به رتبهٔ دوم در جدول والون نیز رسید. در سال ۲۰۱۵، این تک‌آهنگ در صدر جدول‌های استرالیا و اتریش قرار گرفت. همچنین در چندین کشور اروپا به جدول‌های موسیقی راه یافت و در فنلاند، فرانسه، هلند، نروژ، اسپانیا، آلمان، لهستان، ایرلند، سوئیس، بریتانیا، سوئد و ترکیه به ۱۰ ترانهٔ برتر رسید.

### ۲۰۱۶–۲۰۱۷: کمتر بیشتر است
در ۳ ژوئن ۲۰۱۶، لاست فریکوئنسیز یک تک‌آهنگ به‌نام «زندگی زیبا» را با همکاری ساندرو کاوازا منتشر کرد که تک‌آهنگ اصلی نخستین آلبوم استودیویی او بود. او در توییتر اعلام کرد که قصد دارد این آلبوم را در سپتامبر ۲۰۱۶ منتشر کند. در ۸ سپتامبر، او ترانهٔ «آب سرد» اثر میجر لیزر با همکاری جاستین بیبر را ریمیکس کرد. او نخستین آلبوم استودیویی خود را با عنوان کمتر بیشتر است را در ۲۱ اکتبر ۲۰۱۶ منتشر کرد. این آلبوم شامل ترانهٔ فوق موفق او با نام «آیا با من هستی» و نیز تک‌آهنگ‌های بعدی «واقعیت»، «زندگی زیبا»، «عشق چیست» و «همه یا هیچ» با همکاری اکسل اهنستروم می‌شد. آن دو خیلی زود برای تور کنسرت مه و ژوئن ۲۰۱۷ به د چینسموکرز پیوستند. کمتر بیشتر است از سوی ایمپالا (انجمن شرکت‌های موسیقی مستقل) برای جایزهٔ آلبوم سال ۲۰۱۶ در فهرست نهایی قرار گرفت که هر ساله به بهترین آلبوم منتشر شده توسط یک ناشر مستقل اروپایی اعطا می‌شود.

### ۲۰۱۸–۲۰۲۱: فاوند فریکوئنسیز
دیلیت با همکاری آرمادا میوزیک، شرکت موسیقی خود را با نام فاوند فریکوئنسیز راه‌اندازی کرد و اظهار داشت: «به‌عنوان خانه‌ای» برای موسیقی او و به‌عنوان «برچسب پیشرو برای استعدادهای آینده‌دار» فعالیت خواهد کرد. دومین آلبوم استودیویی او با نام زنده‌ام و حالم خوب است در ۴ اکتبر ۲۰۱۹ منتشر شد.

### ۲۰۲۱–اکنون: تک‌آهنگ‌های بعدی
در سال ۲۰۲۱، لاست فریکوئنسیز به‌همراه کالم اسکات، خوانندهٔ بریتانیایی، ترانهٔ «اکنون کجا هستی» را منتشر کرد که برای چند سال در مناطق متعدد خارج از منطقهٔ بنلوکس به نخستین ترانهٔ دیلیت تبدیل شد که در میان ۴۰ ترانهٔ برتر قرار می‌گرفت. برخی از کشورهایی که این ترانه در آن‌ها در میان ۱۰ ترانهٔ برتر قرار گرفت عبارتند از آلمان، با رتبهٔ ۵، و ایرلند، با رتبهٔ نخست در جدول تک‌آهنگ‌های ایرلند.
در ۳ ژوئن ۲۰۲۲، لاست فریکوئنسیز ترانهٔ «پرسش‌ها» را با همراهی جیمز آرتور، خواننده بریتانیایی، منتشر کرد.

## ترانه‌شناسی
- کمتر بیشتر است (۲۰۱۶)
- زنده‌ام و حالم خوب است (۲۰۱۹)

## جوایز و نامزدی‌ها

### ۱۰۰ دی‌جی برترمجله دی‌جی
| سال  | موقعیت | یادداشت                  | م.     |
| ---- | ------ | ------------------------ | ------ |
| ۲۰۱۶ | ۱۱۷    | عدم ورود                 | [ ۱۶ ] |
| ۲۰۱۷ | ۲۶     | ورودی جدید (۹۱ رده صعود) | [ ۱۶ ] |
| ۲۰۱۸ | ۱۷     | ۹ رده صعود               | [ ۱۶ ] |
| ۲۰۱۹ | ۲۰     | ۳ رده نزول               | [ ۱۶ ] |
| ۲۰۲۰ | ۲۱     | ۱ رده نزول               | [ ۱۶ ] |
| ۲۰۲۱ | ۲۵     | ۴ رده نزول               | [ ۱۶ ] |
| ۲۰۲۲ | ۲۸     | ۳ رده نزول               | [ ۱۶ ] |